# Daallo Airlines
Daallo Airlines (arabisch طيران دالو) ist eine dschibutische Fluggesellschaft mit Firmensitz in der Sonderwirtschaftszone des Flughafens Dubai und Basis auf dem Flughafen Dschibuti. Im Februar 2015 fusionierte das Unternehmen mit Jubba Airways und deren kenianischer Tochtergesellschaft zur African Airways Alliance mit Sitz in Mogadischu, Somalia.

## Geschichte
Am 20. März 1991 nahm die Fluggesellschaft mit einer Cessna ihren Betrieb auf. Sie flog zunächst vor allem mit älteren sowjetischen Flugzeugtypen von Antonow, Iljuschin und Tupolew, die sukzessive durch modernere ersetzt wurden. Im Juli 2001 kam als ein von Dschibuti aus angeflogenes Ziel Paris-Charles-de-Gaulle hinzu, im Oktober 2002 folgte London-Gatwick. Der Slogan in den folgenden Jahren war Connecting the Horn of Africa to the Global Village („das Horn von Afrika mit dem Globalen Dorf verbinden“).
Zwischenzeitlich betrieb man auch größere Maschinen von Boeing, die aber mittlerweile den Leasingpartnern wieder zurückgegeben wurden.
Anfang 2008 erwarb eine Tochter des Investmentunternehmens Istithmar World aus Dubai Anteile am Unternehmen. Die Fluggesellschaft sollte neu formiert und zur nationalen Fluggesellschaft Dschibutis werden, geriet aber ab Ende 2009 in die finanziellen Schwierigkeiten der Muttergesellschaft. Seit 2009 steht sie regelmäßig auf der EU-Flugsicherheitsliste. Deshalb beendete Daallo im gleichen Jahr den Linienflugdienst zu den europäischen Flughäfen Paris-CDG und London-Gatwick. Im März 2010 musste Daallo den Betrieb für einige Zeit vollständig einstellen.
Nachdem im Februar 2012 die staatliche Djibouti Air den Flugdienst nach Dubai eingestellt hat, ist Daallo Airlines die einzige Fluggesellschaft, die in Dschibuti noch Linienflüge anbietet und bezeichnet sich daher selbst als National carrier for Republic of Djibouti.
Im Februar 2015 gab die Gesellschaft ihre Fusion mit Jubba Airways zur African Airways Alliance bekannt. Daallo Airlines wird auch in Zukunft als Markenname verwendet.

## Flugziele
Daallo Airlines bedient von Dschibuti aus Hargeysa, Dubai, Dschidda, Nairobi und Mogadischu.

## Flotte

### Aktuelle Flotte
Mit Stand Februar 2024 besteht die Flotte der Daallo Airlines aus zwei Flugzeugen mit einem Alter von 27,0 Jahren:
| Flugzeugtyp    | Anzahl | bestellt | Anmerkungen                | Durchschnittsalter (Februar 2024) |
| -------------- | ------ | -------- | -------------------------- | --------------------------------- |
| Boeing 737-300 | 1      |          | geleast von Kenya Airways  | 26,8 Jahre                        |
| Boeing 737-400 | 1      |          | geleast von Fanjet Express | 27,1 Jahre                        |
| Gesamt         | 2      | -        |                            | 27,0 Jahre                        |

### Ehemalige Flugzeugtypen

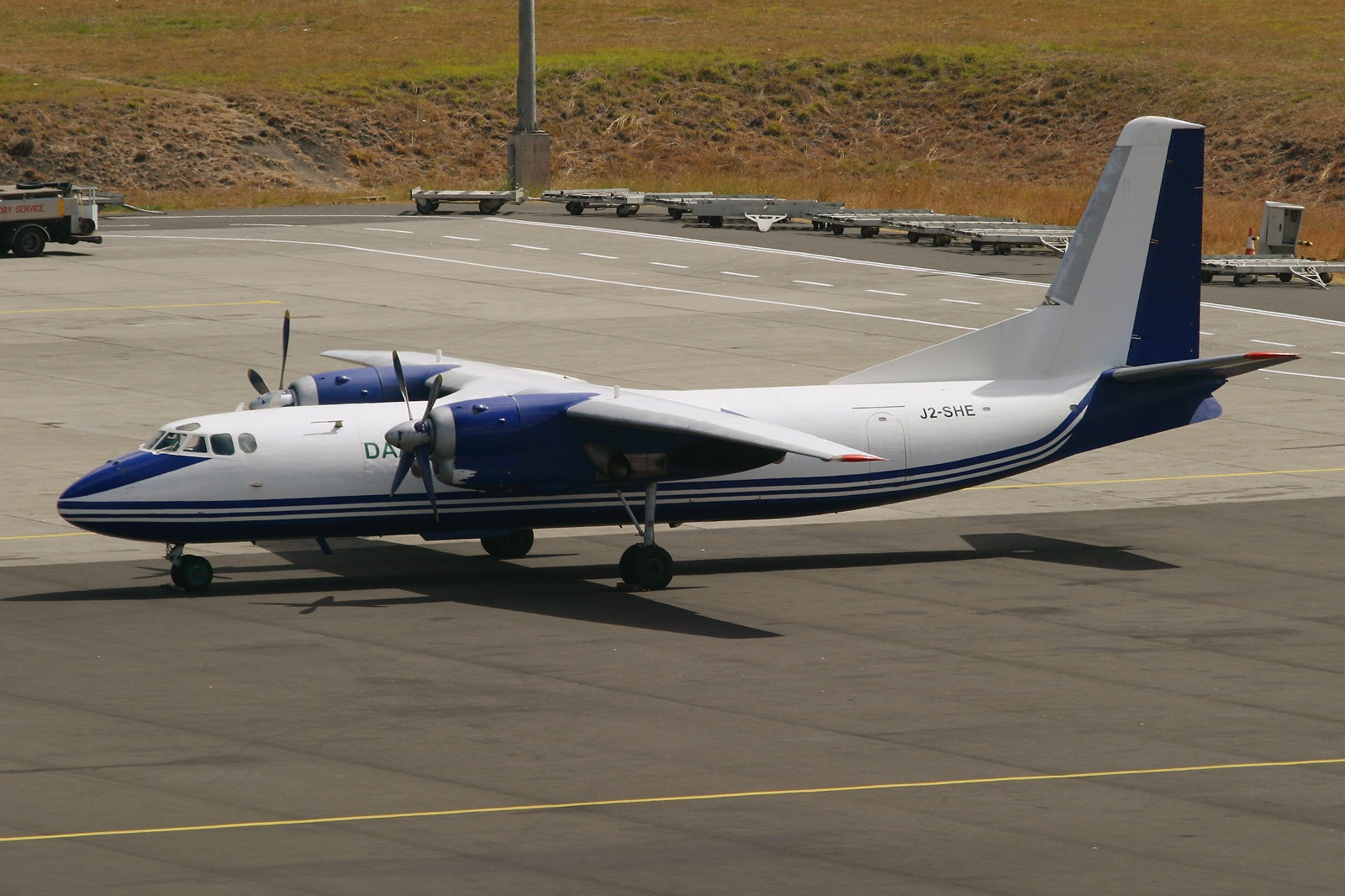
Antonow An-24RV der Daallo Airlines/Frachtflugzeug

Darüber hinaus setzte Daallo Airlines in der Vergangenheit noch folgende Flugzeugtypen ein:
- Airbus A321-100
- Antonow An-12
- Antonow An-24
- Antonow An-26
- BAe 146
- Boeing 707
- Boeing 757
- Douglas DC-9
- Iljuschin Il-18
- McDonnell Douglas MD-80
- Tupolew Tu-154

## Zwischenfälle
- Am 2. Februar 2016 ereignete sich an Bord eines Airbus A321-111 mit dem griechischen Kennzeichen SX-BHS kurz nach dem Start in Mogadischu eine Explosion, die ein Loch in den Rumpf riss. Mit der Maschine wurde danach eine Notlandung in Mogadischu durchgeführt. Insgesamt wurden zwei der 74 Passagiere verletzt, ein Passagier wurde bei der Explosion aus dem Rumpf gesogen und starb. Somalische Ermittler gehen davon aus, dass der ums Leben gekommene Passagier mit seinem Rollstuhl eine Bombe an Bord schmuggeln konnte, die allerdings bei der Detonation in niedriger Höhe keine schwereren Schäden anrichtete. In Folge des Zwischenfalls setzte Daallo Airlines vorübergehend ihre Flüge von Mogadischu aus (siehe auch Daallo-Airlines-Flug 159).[11] Das Flugzeug musste abgeschrieben werden.[12]